# The Boys of Bummer
«The Boys of Bummer» (с англ. — «Мальчики-неудачники») — восемнадцатая серия восемнадцатого сезона мультсериала «Симпсоны». Впервые вышла 29 апреля 2007 года в США на телеканале «FOX».

## Сюжет
Симпсоны на бейсбольном матче Малой лиги, где участвует Барт. Мальчик ловит мяч, который позволяет «Спрингфилдским изотопам» стать чемпионами.
На следующий день Мардж делает покупки в универмаге, но Гомер устаёт и не может найти места, чтобы сесть. Он ложится на матрац, который продаётся, и засыпает. Когда он просыпается, все смотрят на него. Однако, когда он восклицает свою любовь к матрацу и умудряется продать пять, менеджер магазина нанимает его в качестве продавца матрасов.
Спрингфилд играет против Шелбивилля в чемпионате и ведёт со счётом «5-2». Когда Шелбивилль бросает мяч к Барту, он бросает мяч, после чего несколько раз не может его поднять. Из-за этого Шелбивилль одерживает победу со счетом «6-5». Толпа поворачивается против Барта, который бежит со стадиона. Шеф Виггам предлагает ему «безопасную поездку», но отвозит его обратно на стадион, где люди бросали в него еду. Барт унижается и становится изгоем города.
На новой работе Гомера преподобный Лавджой подходит к нему с проблемой секса, поэтому Гомер продаёт им новый матрац. Однако уже на следующий день они возвращают его обратно в дом Симпсонов. Внезапно, когда Гомер выписывает чек на возмещение, Лавджои замечают, что любовь на матраце Гомера и Мардж — одно удовольствие, и их проблема не решена. Они обменивают матрацы. Той ночью, когда Гомер и Мардж безуспешно пытаются заняться сексом, Гомер признается, что обменял их матрац.
Гомер и Мардж пробираются к дому Лавджоев, чтобы украсть их матрас, но занимаются там сексом до тех пор, пока Лавджой не ловит их. Тимоти Лавджой решает проблему по «Соломоновому решению», разрезая матрац пополам по диагонали и отдавая половину Гомеру и Мардж. По дороге Гомер убеждает Мардж остановиться за рекламным щитом, где они занимаются сексом, как они это делали в их медовый месяц (с тем же бомжом, который наблюдает за ними).
Тем временем унижение над Бартом продолжаются. Лиза пытается подбодрить его, приглашая повидаться со старой звездой бейсбола (Джо Ла Бутом), который так же не поймал мяч с мячом в Мировой серии 1943 года, но всё забылось и теперь он — богат и знаменит. Однако, когда Ла Бут узнаёт, кто такой Барт, он заставляет всех в здании огорчать его, что доводит мальчика до слёз.
На следующее утро Лиза просыпается и обнаруживает, что невменяемый Барт обрисовывает баллончиком надпись «Ненавижу Барта Симпсона» по всему городу, включая водонапорную башню. Когда Барт парит у края, он прыгает и теряет сознание.
Он выживает и лечится в больнице доктором Хиббертом. Когда разгневанные горожане снаружи скандируют «Барт — слабак!» снова и снова, Мардж, которой было достаточно ужасного обращения с Бартом, судит их за их действия. Весь город быстро извиняется перед Бартом и соглашается закончить игру. После 78 неудачных попыток Барт всё же ловит мяч и выигрывает игру.
В финальной сцене, спустя 60 лет, старый Милхаус сказал старому Барту, что та игра была фальсифицирована. Когда Барт снова плачет, Милхаус говорит, что «пошутил». Позже Барт снова дразнит Милхауса, за чем наблюдают призраки Гомера и Мардж.

## Производство
Серия должна была выйти 6 мая, после серии «Stop, Or My Dog Will Shoot!» однако была перенесена. Это связано с массовым убийством в Виргинском политехническом институте 16 апреля 2007 года, и «FOX» решила перенести серию «Stop, Or My Dog Will Shoot!» на позже.

## Отношение критиков и публики
Во время премьеры на канале Fox серию просмотрели 7.57 млн человек.
Адам Финли из «TV Squad» прокомментировал, что «…нелепость всех, кто расстраивается из-за детского спорта, делает серию еще смешнее.» Он пришёл к выводу, что сцена с надписями «Ненавижу Барта Симпсона» по всему городу, могла бы принести больше эмоционального веса, придав эпизоду такой приятный смешной/эмоциональный баланс, который является материалом всех лучших серий «Симпсонов», но ясно, что этот эпизод предназначался в основном, чтобы смешить.
Роберт Каннинг из IGN критиковал серию из-за уныния, когда «жители Спрингфилда невероятно жестоки к Барту за его ошибку». Он добавил, что сюжет серии звучит «как типичная сюжетная линия „Симпсонов“, которые обычно способны осуществить с юмором и сердцем, но эпизод просто не смог найти смешного в ситуации Барта». Каннинг также написал, что сюжет с Гомером был «одним из самых скучных подсюжетов „Симпсонов“», и «ретроспективный прогноз на 60 лет в будущем только усугубил эту серию». Он пришёл к выводу, что «Весь этот эпизод был плохо исполнён — ему не хватало тепла, сердца и юмора».
На сайте The NoHomers Club согласно голосованию большинство фанатов оценили серию на 3/5 и 4/5 со средней оценкой 2.85/5.